# Edson Marques da Silva Filho
Edson Marques da Silva Filho, noto anche con lo pseudonimo di Edinho (11 aprile 1966), è un ex giocatore di calcio a 5 brasiliano, campione del mondo con la nazionale brasiliana nel 1992.

## Carriera
Edinho ha disputato il FIFA Futsal World Championship 1992 in cui la nazionale brasiliana ha vinto il secondo titolo iridato. Si tratta dell'unica rassegna mondiale disputata dal giocatore brasiliano.

## Palmarès
- Campionato mondiale: 1

Hong Kong 1992